# Acontia gratiosa
Acontia gratiosa es una especie  de Lepidoptera perteneciente a la familia Noctuidae. Se encuentra en África.